# Tre passi avanti
Tre passi avanti («Три кроки вперед») — пісня італійського співака і кіноактора Адріано Челентано, випущена у 1967 році під лейблами «Clan Celentano» і «Ariola».

## Історія
У пісні «Tre passi avanti» Адріано Челентано виступав з різкою критикою захоплення молодих наркотиками і алкоголем. У телепередачах «Eccetera, eccetera» і «Sabato sera», перед виконанням цієї пісні, співак писав своєрідний символічний лист до групи «The Beatles» з проханням подумати про деяких шанувальників, які, захопившись їхньою музикою, в знак протесту пішли з дому чи почали вживати наркотики.
«Tre passi avanti» посіла 14 позицію в італійському чарті 1967 року. Спочатку пісня вийшла як сингл у 1967 році на одній платівці з композицією «Eravamo In 100.000» в Італії, Німеччині і Австрії. На обкладинці платівки Адріано був сфотографований в перуці, зображуючи «неприродність довгого волосся на чоловіках». Потім пісня увійшла до альбому «Azzurro/Una carezza in un pugno» 1968 року і безлічі збірників співака. Текст до пісні написали Мікі Дель Прете і Лучано Беретта, а музику — Челентано.
Влітку 1967 року Челентано разом зі своїм гуртом підтримки «I Ragazzi Della Via Gluck» виконав «Tre passi avanti» на конкурсі «Кантаджіро».

## Трек-лист
| #  | Назва                                                       | Автор слів                      | Автор музики      | Тривалість |
| -- | ----------------------------------------------------------- | ------------------------------- | ----------------- | ---------- |
| 1. | «La coppia più bella del mondo» (Найкрасивіша пара в світі) | Мікі Дель Прете, Лучано Беретта | Адріано Челентано | 3:51       |

## Видання
| Назва                                                  | Лейбл          | Маркування | Країна    | Рік      |
| ------------------------------------------------------ | -------------- | ---------- | --------- | -------- |
| Tre Passi Avanti/Eravamo In 100.000 (7", Single)       | Clan Celentano | ACC 24058  | Італія    | 1967     |
| Eravamo In 100.000/Tre Passi Avanti (7", Single, Mono) | Ariola         | 19 760 AT  | Австрія   | 1967     |
| Eravamo In 100.000/Tre Passi Avanti (7", Single, Mono) | Ariola         | 19 760 AT  | Німеччина | 1967     |
| Eravamo In 100.000/Tre Passi Avanti (7", Single, Mono) | Ariola         | 19 760 AT  | Австрія   | 1967     |
| Tre Passi Avanti/Eravamo In 100.000 (7", Jukebox, Red) | Clan Celentano | ACC 24058  | Італія    | 1967     |
| Eravamo In 100.000/Tre Passi Avanti (7", Single, RP)   | Ariola         | 19 760 AT  | Австрія   | невідомо |